# Месягутово (Дуванський район)
Месягу́тово (рос. Месягутово, башк. Мәсәғүт) — село, центр Дуванського району Башкортостану, Росія. Адміністративний центр Месягутовської сільської ради.
Населення — 10883 особи (2010; 10497 у 2002).
Станом на 2002 рік існували також присілки Загора та Сарти, які пізніше були включені до складу села Месягутово.
| Населений пункт  | Населення, осіб (2002) | Населення, осіб (2010) | Національний склад, % (2002) |
| ---------------- | ---------------------- | ---------------------- | ---------------------------- |
| Загора, присілок | 225                    | -                      | росіяни — 77                 |
| Месягутово, село | 9761                   | 10883                  | росіяни — 53 башкири — 27    |
| Сарти, присілок  | 511                    | -                      | росіяни — 63                 |